# Alexander Lube
Alexander Lube (22 de noviembre de 1996) es un deportista alemán que compite en saltos de plataforma. En los Juegos Europeos de Cracovia 2023 consiguió una medalla de plata en la prueba de plataforma 10 m sincro mixto.

## Palmarés internacional
| Juegos Europeos | Juegos Europeos   | Juegos Europeos  | Juegos Europeos              |
| Año             | Lugar             | Medalla          | Prueba                       |
| --------------- | ----------------- | ---------------- | ---------------------------- |
| 2023            | Rzeszów (Polonia) | Medalla de plata | Plataforma 10 m sincro mixto |